# Aitor Paredes
Aitor Paredes Casamichana (Bilbao, 29 aprile 2000) è un calciatore spagnolo, difensore dell'Athletic Bilbao.

## Carriera

### Club
Cresciuto nel settore giovanile dell'Athletic Bilbao, il 24 maggio 2021 firma fino al 2025 con il club basco, dopo che dal dicembre 2019 era stato impiegato con regolarità nella seconda squadra della società biancorossa. Divenuto titolare con il Bilbao Athletic, il 29 agosto 2022 debutta in prima squadra, in occasione della partita di Primera División vinta per 0-4 contro il Cadice.

### Nazionale
Ha giocato nelle nazionali giovanili spagnole Under-18, Under-19 ed Under-21.
L'8 novembre 2024 è stato convocato per la prima volta in nazionale maggiore, con cui ha esordito dieci giorno dopo nel successo per 3-2 in Nations League contro la Svizzera.

## Statistiche

### Presenze e reti nei club
Statistiche aggiornate al 6 marzo 2025.
| Stagione               | Squadra                | Campionato             | Campionato | Campionato | Coppe nazionali | Coppe nazionali | Coppe nazionali | Coppe continentali | Coppe continentali | Coppe continentali | Altre coppe | Altre coppe | Altre coppe | Totale | Totale | Totale |
| Stagione               | Squadra                | Comp                   | Pres       | Reti       | Comp            | Pres            | Reti            | Comp               | Pres               | Reti               | Comp        | Pres        | Reti        | Pres   | Reti   |        |
| ---------------------- | ---------------------- | ---------------------- | ---------- | ---------- | --------------- | --------------- | --------------- | ------------------ | ------------------ | ------------------ | ----------- | ----------- | ----------- | ------ | ------ | ------ |
| 2018-2019              | Baskonia               | TD                     | 29         | 2          | -               | -               | -               | -                  | -                  | -                  | -           | -           | -           | 29     | 2      |        |
| 2019-2020              | Baskonia               | TD                     | 20+1       | 0          | -               | -               | -               | -                  | -                  | -                  | -           | -           | -           | 21     | 0      |        |
| Totale Baskonia        | Totale Baskonia        | Totale Baskonia        | 49+1       | 2          |                 | -               | -               |                    | -                  | -                  |             | -           | -           | 50     | 2      |        |
| 2019-2020              | Bilbao Athletic        | SDB                    | 7          | 0          | -               | -               | -               | -                  | -                  | -                  | -           | -           | -           | 7      | 0      |        |
| 2020-2021              | Bilbao Athletic        | SDB                    | 16+2       | 1          | -               | -               | -               | -                  | -                  | -                  | -           | -           | -           | 18     | 1      |        |
| 2021-2022              | Bilbao Athletic        | PR                     | 30         | 3          | -               | -               | -               | -                  | -                  | -                  | -           | -           | -           | 30     | 3      |        |
| Totale Bilbao Athletic | Totale Bilbao Athletic | Totale Bilbao Athletic | 53+2       | 4          |                 | -               | -               |                    | -                  | -                  |             | -           | -           | 55     | 4      |        |
| 2022-2023              | Athletic Bilbao        | PD                     | 16         | 0          | CR              | 1               | 0               | -                  | -                  | -                  | -           | -           | -           | 17     | 0      |        |
| 2023-2024              | Athletic Bilbao        | PD                     | 34         | 1          | CR              | 6               | 0               |                    | -                  | -                  |             | -           | -           | 40     | 1      |        |
| 2024-2025              | Athletic Bilbao        | PD                     | 15         | 3          | CR              | 2               | 0               | UEL                | 8                  | 1                  | SS          | 1           | 0           | 26     | 4      |        |
| Totale carriera        | Totale carriera        | Totale carriera        | 65         | 4          |                 | 9               | 0               |                    | 8                  | 1                  |             | 1           | 0           | 83     | 5      |        |
| Totale carriera        | Totale carriera        | Totale carriera        | 170        | 10         |                 | 9               | 0               |                    | 8                  | 1                  |             | 1           | 0           | 188    | 11     |        |

### Cronologia presenze e reti in nazionale
| Cronologia completa delle presenze e delle reti in nazionale ― Spagna | Cronologia completa delle presenze e delle reti in nazionale ― Spagna | Cronologia completa delle presenze e delle reti in nazionale ― Spagna | Cronologia completa delle presenze e delle reti in nazionale ― Spagna | Cronologia completa delle presenze e delle reti in nazionale ― Spagna | Cronologia completa delle presenze e delle reti in nazionale ― Spagna | Cronologia completa delle presenze e delle reti in nazionale ― Spagna | Cronologia completa delle presenze e delle reti in nazionale ― Spagna |
| Data                                                                  | Città                                                                 | In casa                                                               | Risultato                                                             | Ospiti                                                                | Competizione                                                          | Reti                                                                  | Note                                                                  |
| --------------------------------------------------------------------- | --------------------------------------------------------------------- | --------------------------------------------------------------------- | --------------------------------------------------------------------- | --------------------------------------------------------------------- | --------------------------------------------------------------------- | --------------------------------------------------------------------- | --------------------------------------------------------------------- |
| 18-11-2024                                                            | Santa Cruz de Tenerife                                                | Spagna                                                                | 3 – 2                                                                 | Svizzera                                                              | UEFA Nations League 2024-2025 - 1º turno                              | -                                                                     |                                                                       |
| Totale                                                                |                                                                       | Presenze                                                              | 1                                                                     |                                                                       | Reti                                                                  | 0                                                                     |                                                                       |

## Palmarès
- Coppa di Spagna: 1

Athletic Bilbao: 2023-2024

### Nazionale
- Giochi del Mediterraneo: 1

 Tarragona 2018